# Vincenzo Scifo
Vincenzo Scifo (La Louvière, 19 febbraio 1966) è un ex calciatore e allenatore di calcio belga, di ruolo centrocampista.

## Biografia
È nato in una famiglia di minatori italiani originari di Aragona, nella provincia agrigentina, emigrati in Belgio nel 1952. Iscritto a ragioneria, ha interrotto gli studi un anno prima del conseguimento del diploma per dedicarsi interamente al calcio.

## Caratteristiche tecniche
Dotato di un buon tiro e di un'eccellente visione di gioco, eccedeva spesso nel possesso del pallone e risultava carente in fase di interdizione. Agli inizi della carriera veniva paragonato a Gianni Rivera, mentre Michel Platini, in un'intervista concessa alla Gazzetta dello Sport, lo definì come il suo unico vero "erede" per caratteristiche tecniche, tra tutti i calciatori europei della sua epoca.

## Carriera

### Giocatore

#### Club

Scifo in azione al Torino nella stagione 1992-1993

Cresciuto nelle giovanili del R.A.A. Louviéroise, passò quindi all'Anderlecht, dove fece il suo debutto in prima squadra nel 1983, all'età di diciassette anni. Trasferitosi all'Inter nel 1987 per 7,5 miliardi di lire, dopo un'annata deludente sul piano del rendimento, venne ceduto al Bordeaux a fine stagione.
Nel 1989 giocò per l'Auxerre, e da lì di nuovo in Italia al Torino nel 1991 (pagato 8,7 miliardi di lire), in due stagioni nelle quali raggiunse la finale di Coppa UEFA (persa contro l'Ajax) nel 1991-1992 e vinse la Coppa Italia l'anno seguente (contro la Roma). Da qui andò poi al Monaco nel 1993 e all'Anderlecht nel 1997, terminando la carriera nello Charleroi nel 2001, dopo aver scoperto di soffrire di artrite cronica.

#### Nazionale
Nonostante Enzo Bearzot avesse tentato di farlo giocare per l'Italia, nazionale delle sue origini, optò per rappresentare il Belgio, con cui esordì nel giugno 1984, contro la Jugoslavia.
Partecipò ai mondiali di Messico 1986, Italia 1990, Stati Uniti 1994 e Francia 1998, giocando 16 partite. Totalizzò 84 presenze internazionali, segnando 18 gol.
La rete che realizzò il 17 giugno 1990 a Verona, nella fase a gironi del mondiale disputatosi in Italia, contro l'Uruguay, e che valse il 2-0 per il Belgio, entrò nella top ten nella classifica del gol del secolo, ricevendo quasi 3.000 voti: un tiro rasoterra angolato da 35 metri.

### Allenatore
Intraprese quindi la carriera di allenatore, iniziando dallo Charleroi, nella stagione 2001-2002. Si dimise nel giugno 2002.
Dopo aver allenato una squadra della seconda divisione belga, lo A.F.C. Tubize, e aver avuto un ruolo manageriale nel Bruges, alla fine del 2007 passa ad allenare il R.E. Mouscron, nella massima serie belga. Nel febbraio 2012 ha ricevuto l'incarico di guidare la squadra del Mons.
Dopo aver guidato il Belgio Under-21 nel 2015-2016, è tornato ad allenare nell’estate del 2021, venendo chiamato dal R.E. Mouscron, retrocesso in seconda divisione belga.

## Statistiche

### Presenze e reti nei club
| Stagione          | Squadra           | Campionato        | Campionato | Campionato | Coppe nazionali | Coppe nazionali | Coppe nazionali | Coppe continentali | Coppe continentali | Coppe continentali | Totale | Totale |
| Stagione          | Squadra           | Comp              | Pres       | Reti       | Comp            | Pres            | Reti            | Comp               | Pres               | Reti               | Pres   | Reti   |
| ----------------- | ----------------- | ----------------- | ---------- | ---------- | --------------- | --------------- | --------------- | ------------------ | ------------------ | ------------------ | ------ | ------ |
| 1983-1984         | Anderlecht        | I                 | 25         | 5          | CB              | 2               | 0               | CU                 | 8                  | 1                  | 33     | 6      |
| 1984-1985         | Anderlecht        | I                 | 30         | 14         | CB              | 6               | 2               | CU                 | 6                  | 1                  | 42     | 17     |
| 1985-1986         | Anderlecht        | I                 | 31         | 5          | CB              | 2               | 0               | CC                 | 5                  | 2                  | 38     | 7      |
| 1986-1987         | Anderlecht        | I                 | 33         | 8          | CB              | 7               | 0               | CC                 | 5                  | 1                  | 45     | 9      |
| 1987-1988         | Inter             | A                 | 28         | 4          | CI              | 10              | 0               | CU                 | 6                  | 1                  | 44     | 5      |
| 1988-1989         | Bordeaux          | D1                | 24         | 7          | CF              | 0               | 0               | -                  | -                  | -                  | 24     | 7      |
| 1989-1990         | Auxerre           | D1                | 33         | 11         | CF              | 2               | 0               | CU                 | 9                  | 5                  | 44     | 16     |
| 1990-1991         | Auxerre           | D1                | 34         | 14         | CF              | 3               | 0               | -                  | -                  | -                  | 37     | 14     |
| Totale Auxerre    | Totale Auxerre    | Totale Auxerre    | 67         | 25         |                 | 5               | 0               |                    | 9                  | 5                  | 81     | 30     |
| 1991-1992         | Torino            | A                 | 30         | 9          | CI              | 5               | 0               | CU                 | 4                  | 2                  | 39     | 11     |
| 1992-1993         | Torino            | A                 | 32         | 7          | CI              | 6               | 2               | CU                 | 2                  | 0                  | 40     | 9      |
| Totale Torino     | Totale Torino     | Totale Torino     | 62         | 16         |                 | 11              | 2               |                    | 6                  | 2                  | 88     | 20     |
| 1993-1994         | Monaco            | D1                | 31         | 6          | CF              | 2               | 0               | UCL                | 11                 | 2                  | 44     | 8      |
| 1994-1995         | Monaco            | D1                | 11         | 2          | CF+CdL          | 2               | 1               | -                  | -                  | -                  | 13     | 3      |
| 1995-1996         | Monaco            | D1                | 34         | 7          | CF+CdL          | 6               | 3               | CU                 | 2                  | 0                  | 42     | 10     |
| 1996-1997         | Monaco            | D1                | 15         | 5          | CF+CdL          | 3               | 0               | CU                 | 5                  | 0                  | 23     | 5      |
| Totale Monaco     | Totale Monaco     | Totale Monaco     | 91         | 20         |                 | 14              | 4               |                    | 18                 | 2                  | 123    | 26     |
| 1997-1998         | Anderlecht        | I                 | 30         | 4          | CB              | 2               | 1               | CU                 | 5                  | 1                  | 37     | 6      |
| 1998-1999         | Anderlecht        | I                 | 27         | 8          | CB              | 1               | 1               | CU                 | 3                  | 0                  | 31     | 9      |
| 1999-2000         | Anderlecht        | I                 | 17         | 2          | CB              | 1               | 0               | CU                 | 1                  | 0                  | 19     | 2      |
| Totale Anderlecht | Totale Anderlecht | Totale Anderlecht | 193        | 46         |                 | 21              | 4               |                    | 33                 | 6                  | 247    | 56     |
| 2000-2001         | Charleroi         | I                 | 12         | 3          | CB              | 1               | 0               | -                  | -                  | -                  | 13     | 3      |
| Totale carriera   | Totale carriera   | Totale carriera   | 477        | 121        |                 | 61              | 10              |                    | 72                 | 16                 | 610    | 147    |

### Cronologia presenze e reti in nazionale
| Cronologia completa delle presenze e delle reti in nazionale ― Belgio | Cronologia completa delle presenze e delle reti in nazionale ― Belgio | Cronologia completa delle presenze e delle reti in nazionale ― Belgio | Cronologia completa delle presenze e delle reti in nazionale ― Belgio | Cronologia completa delle presenze e delle reti in nazionale ― Belgio | Cronologia completa delle presenze e delle reti in nazionale ― Belgio | Cronologia completa delle presenze e delle reti in nazionale ― Belgio | Cronologia completa delle presenze e delle reti in nazionale ― Belgio |
| Data                                                                  | Città                                                                 | In casa                                                               | Risultato                                                             | Ospiti                                                                | Competizione                                                          | Reti                                                                  | Note                                                                  |
| --------------------------------------------------------------------- | --------------------------------------------------------------------- | --------------------------------------------------------------------- | --------------------------------------------------------------------- | --------------------------------------------------------------------- | --------------------------------------------------------------------- | --------------------------------------------------------------------- | --------------------------------------------------------------------- |
| 6-6-1984                                                              | Bruxelles                                                             | Belgio                                                                | 2 – 2                                                                 | Ungheria                                                              | Amichevole                                                            | -                                                                     |                                                                       |
| 13-6-1984                                                             | Lens                                                                  | Belgio                                                                | 2 – 0                                                                 | Jugoslavia                                                            | Euro 1984 - 1º turno                                                  | -                                                                     |                                                                       |
| 16-6-1984                                                             | Nantes                                                                | Francia                                                               | 5 – 0                                                                 | Belgio                                                                | Euro 1984 - 1º turno                                                  | -                                                                     | 52’                                                                   |
| 19-6-1984                                                             | Strasburgo                                                            | Belgio                                                                | 2 – 3                                                                 | Danimarca                                                             | Euro 1984 - 1º turno                                                  | -                                                                     |                                                                       |
| 5-9-1984                                                              | Bruxelles                                                             | Belgio                                                                | 0 – 2                                                                 | Argentina                                                             | Amichevole                                                            | -                                                                     |                                                                       |
| 17-10-1984                                                            | Bruxelles                                                             | Belgio                                                                | 3 – 1                                                                 | Albania                                                               | Qual. Mondiali 1986                                                   | 1                                                                     |                                                                       |
| 19-12-1984                                                            | Amarousio                                                             | Grecia                                                                | 0 – 0                                                                 | Belgio                                                                | Qual. Mondiali 1986                                                   | -                                                                     |                                                                       |
| 22-12-1984                                                            | Tirana                                                                | Albania                                                               | 2 – 0                                                                 | Belgio                                                                | Qual. Mondiali 1986                                                   | -                                                                     | 46’                                                                   |
| 27-3-1985                                                             | Bruxelles                                                             | Belgio                                                                | 2 – 0                                                                 | Grecia                                                                | Qual. Mondiali 1986                                                   | 1                                                                     |                                                                       |
| 1-5-1985                                                              | Bruxelles                                                             | Belgio                                                                | 2 – 0                                                                 | Polonia                                                               | Qual. Mondiali 1986                                                   | -                                                                     | 82’                                                                   |
| 11-9-1985                                                             | Chorzów                                                               | Polonia                                                               | 0 – 0                                                                 | Belgio                                                                | Qual. Mondiali 1986                                                   | -                                                                     |                                                                       |
| 19-2-1986                                                             | Elche                                                                 | Spagna                                                                | 3 – 0                                                                 | Belgio                                                                | Amichevole                                                            | -                                                                     |                                                                       |
| 19-5-1986                                                             | Bruxelles                                                             | Belgio                                                                | 1 – 3                                                                 | Jugoslavia                                                            | Amichevole                                                            | -                                                                     | 46’                                                                   |
| 3-6-1986                                                              | Città del Messico                                                     | Messico                                                               | 2 – 1                                                                 | Belgio                                                                | Mondiali 1986 - 1º turno                                              | -                                                                     |                                                                       |
| 8-6-1986                                                              | Toluca                                                                | Belgio                                                                | 2 – 1                                                                 | Iraq                                                                  | Mondiali 1986 - 1º turno                                              | 1                                                                     | 68’                                                                   |
| 11-6-1986                                                             | Toluca                                                                | Belgio                                                                | 2 – 2                                                                 | Paraguay                                                              | Mondiali 1986 - 1º turno                                              | -                                                                     |                                                                       |
| 15-6-1986                                                             | León                                                                  | Belgio                                                                | 4 – 3 dts                                                             | Unione Sovietica                                                      | Mondiali 1986 - Ottavi di finale                                      | 1                                                                     |                                                                       |
| 22-6-1986                                                             | Puebla de Zaragoza                                                    | Belgio                                                                | 1 – 1 dts (5 – 4 dtr)                                                 | Spagna                                                                | Mondiali 1986 - Quarti di finale                                      | -                                                                     |                                                                       |
| 25-6-1986                                                             | Città del Messico                                                     | Argentina                                                             | 2 – 0                                                                 | Belgio                                                                | Mondiali 1986 - Semifinale                                            | -                                                                     |                                                                       |
| 28-6-1986                                                             | Puebla de Zaragoza                                                    | Belgio                                                                | 2 – 4                                                                 | Francia                                                               | Mondiali 1986 - Finale 3º posto                                       | -                                                                     | 64’                                                                   |
| 10-9-1986                                                             | Bruxelles                                                             | Belgio                                                                | 2 – 2                                                                 | Irlanda                                                               | Qual. Euro 1988                                                       | 1                                                                     | 43’                                                                   |
| 14-10-1986                                                            | Lussemburgo                                                           | Lussemburgo                                                           | 0 – 6                                                                 | Belgio                                                                | Qual. Euro 1988                                                       | -                                                                     | 56’                                                                   |
| 19-11-1986                                                            | Bruxelles                                                             | Belgio                                                                | 1 – 1                                                                 | Bulgaria                                                              | Qual. Euro 1988                                                       | -                                                                     |                                                                       |
| 4-2-1987                                                              | Braga                                                                 | Portogallo                                                            | 1 – 0                                                                 | Belgio                                                                | Amichevole                                                            | -                                                                     |                                                                       |
| 1-4-1987                                                              | Anderlecht                                                            | Belgio                                                                | 4 – 1                                                                 | Scozia                                                                | Qual. Euro 1988                                                       | -                                                                     | 74’                                                                   |
| 29-4-1987                                                             | Dublino                                                               | Irlanda                                                               | 0 – 0                                                                 | Belgio                                                                | Qual. Euro 1988                                                       | -                                                                     |                                                                       |
| 23-9-1987                                                             | Sofia                                                                 | Bulgaria                                                              | 2 – 0                                                                 | Belgio                                                                | Qual. Euro 1988                                                       | -                                                                     | 72’                                                                   |
| 5-6-1988                                                              | Odense                                                                | Danimarca                                                             | 3 – 1                                                                 | Belgio                                                                | Amichevole                                                            | -                                                                     |                                                                       |
| 12-10-1988                                                            | Anversa                                                               | Belgio                                                                | 1 – 2                                                                 | Brasile                                                               | Amichevole                                                            | -                                                                     | 60’                                                                   |
| 19-10-1988                                                            | Bruxelles                                                             | Belgio                                                                | 1 – 0                                                                 | Svizzera                                                              | Qual. Mondiali 1990                                                   | -                                                                     |                                                                       |
| 16-11-1988                                                            | Bratislava                                                            | Cecoslovacchia                                                        | 0 – 0                                                                 | Belgio                                                                | Qual. Mondiali 1990                                                   | -                                                                     | 77’                                                                   |
| 15-2-1989                                                             | Lisbona                                                               | Portogallo                                                            | 1 – 1                                                                 | Belgio                                                                | Qual. Mondiali 1990                                                   | -                                                                     |                                                                       |
| 27-5-1989                                                             | Bruxelles                                                             | Belgio                                                                | 1 – 0                                                                 | Jugoslavia                                                            | Amichevole                                                            | -                                                                     | 46’                                                                   |
| 1-6-1989                                                              | Lilla                                                                 | Lussemburgo                                                           | 0 – 5                                                                 | Belgio                                                                | Qual. Mondiali 1990                                                   | -                                                                     | 74’                                                                   |
| 11-10-1989                                                            | Basilea                                                               | Svizzera                                                              | 2 – 2                                                                 | Belgio                                                                | Qual. Mondiali 1990                                                   | -                                                                     | 46’                                                                   |
| 25-10-1989                                                            | Bruxelles                                                             | Belgio                                                                | 1 – 1                                                                 | Lussemburgo                                                           | Qual. Mondiali 1990                                                   | -                                                                     |                                                                       |
| 26-5-1990                                                             | Bruxelles                                                             | Belgio                                                                | 2 – 2                                                                 | Romania                                                               | Amichevole                                                            | 1                                                                     |                                                                       |
| 2-6-1990                                                              | Bruxelles                                                             | Belgio                                                                | 3 – 0                                                                 | Messico                                                               | Amichevole                                                            | -                                                                     |                                                                       |
| 6-6-1990                                                              | Bruxelles                                                             | Belgio                                                                | 1 – 1                                                                 | Polonia                                                               | Amichevole                                                            | -                                                                     |                                                                       |
| 12-6-1990                                                             | Verona                                                                | Belgio                                                                | 2 – 0                                                                 | Corea del Sud                                                         | Mondiali 1990 - 1º turno                                              | -                                                                     |                                                                       |
| 17-6-1990                                                             | Verona                                                                | Belgio                                                                | 3 – 1                                                                 | Uruguay                                                               | Mondiali 1990 - 1º turno                                              | 1                                                                     |                                                                       |
| 21-6-1990                                                             | Verona                                                                | Belgio                                                                | 1 – 2                                                                 | Spagna                                                                | Mondiali 1990 - 1º turno                                              | -                                                                     |                                                                       |
| 26-6-1990                                                             | Bologna                                                               | Belgio                                                                | 0 – 1 dts                                                             | Inghilterra                                                           | Mondiali 1990 - Ottavi di finale                                      | -                                                                     |                                                                       |
| 12-9-1990                                                             | Anderlecht                                                            | Belgio                                                                | 0 – 2                                                                 | Germania Est                                                          | Amichevole                                                            | -                                                                     | 46’                                                                   |
| 17-10-1990                                                            | Cardiff                                                               | Galles                                                                | 3 – 1                                                                 | Belgio                                                                | Qual. Euro 1992                                                       | -                                                                     |                                                                       |
| 27-2-1991                                                             | Anderlecht                                                            | Belgio                                                                | 3 – 0                                                                 | Lussemburgo                                                           | Qual. Euro 1992                                                       | 1                                                                     |                                                                       |
| 27-3-1991                                                             | Anderlecht                                                            | Belgio                                                                | 1 – 1                                                                 | Galles                                                                | Qual. Euro 1992                                                       | -                                                                     |                                                                       |
| 1-5-1991                                                              | Hannover                                                              | Germania                                                              | 1 – 0                                                                 | Belgio                                                                | Qual. Euro 1992                                                       | -                                                                     |                                                                       |
| 11-9-1991                                                             | Lussemburgo                                                           | Lussemburgo                                                           | 0 – 2                                                                 | Belgio                                                                | Qual. Euro 1992                                                       | 1                                                                     |                                                                       |
| 9-10-1991                                                             | Székesfehérvár                                                        | Ungheria                                                              | 0 – 2                                                                 | Belgio                                                                | Amichevole                                                            | 1                                                                     | 58’ 90’                                                               |
| 20-11-1991                                                            | Anderlecht                                                            | Belgio                                                                | 0 – 1                                                                 | Germania                                                              | Qual. Euro 1992                                                       | -                                                                     |                                                                       |
| 25-3-1992                                                             | Parigi                                                                | Francia                                                               | 3 – 3                                                                 | Belgio                                                                | Amichevole                                                            | 1                                                                     |                                                                       |
| 22-4-1992                                                             | Anderlecht                                                            | Belgio                                                                | 1 – 0                                                                 | Cipro                                                                 | Qual. Mondiali 1994                                                   | -                                                                     |                                                                       |
| 3-6-1992                                                              | Toftir                                                                | Fær Øer                                                               | 0 – 3                                                                 | Belgio                                                                | Qual. Mondiali 1994                                                   | -                                                                     |                                                                       |
| 2-9-1992                                                              | Praga                                                                 | Cecoslovacchia                                                        | 1 – 2                                                                 | Belgio                                                                | Qual. Mondiali 1994                                                   | -                                                                     |                                                                       |
| 14-10-1992                                                            | Anderlecht                                                            | Belgio                                                                | 1 – 0                                                                 | Romania                                                               | Qual. Mondiali 1994                                                   | -                                                                     |                                                                       |
| 18-11-1992                                                            | Anderlecht                                                            | Belgio                                                                | 2 – 0                                                                 | Galles                                                                | Qual. Mondiali 1994                                                   | -                                                                     |                                                                       |
| 13-2-1993                                                             | Nicosia                                                               | Cipro                                                                 | 0 – 3                                                                 | Belgio                                                                | Qual. Mondiali 1994                                                   | 2                                                                     | 89’                                                                   |
| 31-3-1993                                                             | Cardiff                                                               | Galles                                                                | 2 – 0                                                                 | Belgio                                                                | Qual. Mondiali 1994                                                   | -                                                                     |                                                                       |
| 22-5-1993                                                             | Anderlecht                                                            | Belgio                                                                | 3 – 0                                                                 | Fær Øer                                                               | Qual. Mondiali 1994                                                   | 1                                                                     |                                                                       |
| 13-10-1993                                                            | Bucarest                                                              | Romania                                                               | 2 – 1                                                                 | Belgio                                                                | Qual. Mondiali 1994                                                   | 1                                                                     |                                                                       |
| 17-11-1993                                                            | Anderlecht                                                            | Belgio                                                                | 0 – 0                                                                 | Cecoslovacchia                                                        | Qual. Mondiali 1994                                                   | -                                                                     | cap.                                                                  |
| 4-6-1994                                                              | Bruxelles                                                             | Belgio                                                                | 9 – 0                                                                 | Zambia                                                                | Amichevole                                                            | -                                                                     |                                                                       |
| 8-6-1994                                                              | Bruxelles                                                             | Belgio                                                                | 3 – 1                                                                 | Ungheria                                                              | Amichevole                                                            | -                                                                     | 86’                                                                   |
| 19-6-1994                                                             | Orlando                                                               | Belgio                                                                | 1 – 0                                                                 | Marocco                                                               | Mondiali 1994 - 1º turno                                              | -                                                                     |                                                                       |
| 25-6-1994                                                             | Orlando                                                               | Belgio                                                                | 1 – 0                                                                 | Paesi Bassi                                                           | Mondiali 1994 - 1º turno                                              | -                                                                     |                                                                       |
| 29-6-1994                                                             | Washington                                                            | Belgio                                                                | 0 – 1                                                                 | Arabia Saudita                                                        | Mondiali 1994 - 1º turno                                              | -                                                                     | 61’                                                                   |
| 2-7-1994                                                              | Chicago                                                               | Belgio                                                                | 2 – 3                                                                 | Germania                                                              | Mondiali 1994 - Ottavi di finale                                      | -                                                                     |                                                                       |
| 7-6-1995                                                              | Skopje                                                                | Macedonia                                                             | 0 – 5                                                                 | Belgio                                                                | Qual. Euro 1996                                                       | 2                                                                     |                                                                       |
| 6-9-1995                                                              | Bruxelles                                                             | Belgio                                                                | 1 – 3                                                                 | Danimarca                                                             | Qual. Euro 1996                                                       | -                                                                     |                                                                       |
| 7-10-1995                                                             | Erevan                                                                | Armenia                                                               | 0 – 2                                                                 | Belgio                                                                | Qual. Euro 1996                                                       | -                                                                     | cap.                                                                  |
| 27-3-1996                                                             | Bruxelles                                                             | Belgio                                                                | 0 – 2                                                                 | Francia                                                               | Amichevole                                                            | -                                                                     | cap.                                                                  |
| 24-4-1996                                                             | Bruxelles                                                             | Belgio                                                                | 0 – 0                                                                 | Russia                                                                | Amichevole                                                            | -                                                                     | cap.                                                                  |
| 29-5-1996                                                             | Cremona                                                               | Italia                                                                | 2 – 2                                                                 | Belgio                                                                | Amichevole                                                            | -                                                                     | cap.                                                                  |
| 31-8-1996                                                             | Bruxelles                                                             | Belgio                                                                | 2 – 1                                                                 | Turchia                                                               | Qual. Mondiali 1998                                                   | -                                                                     | cap.                                                                  |
| 11-2-1997                                                             | Belfast                                                               | Irlanda del Nord                                                      | 3 – 0                                                                 | Belgio                                                                | Amichevole                                                            | -                                                                     | cap. 78’                                                              |
| 29-3-1997                                                             | Cardiff                                                               | Galles                                                                | 1 – 2                                                                 | Belgio                                                                | Qual. Mondiali 1998                                                   | -                                                                     | 80’                                                                   |
| 30-4-1997                                                             | Istanbul                                                              | Turchia                                                               | 1 – 3                                                                 | Belgio                                                                | Qual. Mondiali 1998                                                   | -                                                                     | cap. 87’                                                              |
| 6-9-1997                                                              | Rotterdam                                                             | Paesi Bassi                                                           | 3 – 1                                                                 | Belgio                                                                | Qual. Mondiali 1998                                                   | -                                                                     | cap. 73’                                                              |
| 29-5-1998                                                             | Casablanca                                                            | Belgio                                                                | 0 – 0 (4 - 3 dtr)                                                     | Inghilterra                                                           | Trofeo di calcio Hassan II 1998                                       | -                                                                     | cap.                                                                  |
| 3-6-1998                                                              | Bruxelles                                                             | Belgio                                                                | 2 – 0                                                                 | Colombia                                                              | Amichevole                                                            | -                                                                     | 69’                                                                   |
| 6-6-1998                                                              | Bruxelles                                                             | Belgio                                                                | 1 – 0                                                                 | Paraguay                                                              | Amichevole                                                            | 1                                                                     | 46’                                                                   |
| 20-6-1998                                                             | Bordeaux                                                              | Messico                                                               | 2 – 2                                                                 | Belgio                                                                | Mondiali 1998 - 1º turno                                              | -                                                                     |                                                                       |
| 25-6-1998                                                             | Parigi                                                                | Corea del Sud                                                         | 1 – 1                                                                 | Belgio                                                                | Mondiali 1998 - 1º turno                                              | -                                                                     | cap. 66’                                                              |
| Totale                                                                |                                                                       | Presenze (13º posto)                                                  | 84                                                                    |                                                                       | Reti                                                                  | 18                                                                    |                                                                       |

## Palmarès

### Giocatore

#### Club
- Campionato belga: 4

Anderlecht: 1984-1985, 1985-1986, 1986-1987, 1999-2000
- Campionato francese: 1

Monaco: 1996-1997
- Coppa Italia: 1

Torino: 1992-1993

#### Individuale
- Miglior giovane dei mondiali: 1 [13][14]

Messico 1986
- Calciatore belga dell'anno: 1

1984